# 납팔절
납팔절(중국어: 臘八節) 또는 라바제는 중국력의 12번째 달인 납월(臘月, 라위에)의 8번째 날을 기념하는 중국의 전통 명절이다. 춘절의 시작이다. 이날은 납팔죽(腊八粥)을 먹는 것이 관례이다.
납팔절은 남조와 북조 때까지 정해진 날이 아니었는데, 불교의 영향을 받아 부처님의 깨달음일이기도 한 12월 8일로 정해졌다. 따라서 납팔절의 많은 관습은 불교와 관련이 있다.